# Spongiocaris
Spongiocaris is een geslacht van kreeftachtigen uit de klasse van de Malacostraca (hogere kreeftachtigen).

## Soorten
- Spongiocaris goyi Ortiz, Lalana & Varela, 2007
- Spongiocaris hexactinellicola Berggren, 1993
- Spongiocaris semiteres Bruce & Baba, 1973
- Spongiocaris yaldwyni Bruce & Baba, 1973